# Hundertmark
Hundertmark bzw. Hundertmarck ist ein deutscher Familienname.

## Namensträger

### Hundertmark
- Christin Hundertmark (* 1986), deutsche Karateka
- Iris Hundertmark (* 1974), deutsche Apothekerin und Homöopathiekritikerin
- Karl Friedrich Hundertmark (Carl Friedrich Hundertmarck; 1715–1762), deutscher Mediziner
- Stephanie Hundertmark (* 1968), deutsche Sängerin
- Werner Hundertmark (1909–1945), deutscher Buchhändler und Dichter
- Willi Hundertmark (1927–2016), deutscher Fußballspieler
- Willy Hundertmark (1907–2002), deutscher Politiker

### Hundertmarck
- Gisela Hundertmarck (1930–1997), deutsche Erziehungswissenschaftlerin
- Hans Hundertmarck (1901–1953), deutscher Radrennfahrer
- Kai Hundertmarck (* 1969), deutscher Radrennfahrer und Triathlet